# Coddingtonia lizu
Espèce
Coddingtonia lizu est une espèce d'araignées aranéomorphes de la famille des Theridiosomatidae.

## Distribution
Cette espèce est endémique de Hainan en Chine. Elle se rencontre de Sanya.

## Description
La femelle holotype mesure 1,72 mm.

## Publication originale
- Feng & Lin, 2019 : Three new species of the genus Coddingtonia from Asia (Araneae, Theridiosomatidae). ZooKey, no 886, p. 113-126 (texte intégral).